# Ghoi
Ghoi es una Isla de las Islas Salomón ubicada en la Provincia Occidental. La isla más cercana es Ranongga
Tiene una latitud de: -7° 55' 59.99" S y una longitud de: 156° 31' 59.99" E